# Consorcio Inversionista Fabril
Consorcio Inversionista Fabril División Industrial Automotriz S.A., kurz CIF Diasa, war ein Hersteller von Automobilen aus Venezuela.

## Unternehmensgeschichte
Das Unternehmen wurde 1951 in Barcelona gegründet. Zunächst vertrieb es Fahrzeuge von Mercedes-Benz. 1963 kam die Produktion von Automobilen der Rootes-Gruppe dazu. Ab 1969 entstanden Personenkraftwagen, Lastkraftwagen und Omnibusse nach Lizenz von Mercedes-Benz. 1979 endete diese Zusammenarbeit. Ab 1978 oder 1979 entstanden Pkw und Nutzfahrzeuge für Ford. 1989 endete die Produktion.
Im Jahr 1990 schloss das Unternehmen durch eine Vereinbarung mit der japanischen Gruppe Iwai (Vorläufer der Gruppe Sojitz) das Unternehmen MMC Automotriz, das die Produktion von Mitsubishi-Modellen aufnahm.

## Fahrzeuge
Seit April 1962 wurden in Venezuela Rootes-Fahrzeuge der Marken Hillman, Sunbeam und Commer hergestellt. Es ist aber nicht überliefert, ob diese Fahrzeuge von CIF hergestellt wurden.
Für Mercedes-Benz entstanden Pkw der Baureihen W 108, W 111, W 114 und W 116. Als Lkw ist der Mercedes-Benz L 1113 überliefert.
Als Guri Conquistador wurde ein Coupé gefertigt, das dem Ford Thunderbird entsprach. Ein V8-Motor mit 101,6 mm Bohrung, 76,2 mm Hub, 4943 cm³ Hubraum und 138 PS Leistung trieb die Fahrzeuge an. Bei einem Radstand von 290 cm und einer Spurweite von 161 cm (vorne) bzw. 160 cm (hinten) waren die Fahrzeuge 552 cm lang, 200 cm breit und 134 cm hoch. Das Leergewicht war mit 1827 kg angegeben. Hiervon entstanden 1896 Stück.
Den Ford Conquistador gab es in zwei Generationen.
Außerdem entstanden Guri-Lkw nach Ford-Lizenz.